# 피그미늘보로리스
피그미늘보로리스는 로리스과에 속하는 영장류이다. 베트남과 라오스, 중국, 캄보디아의 메콩강 동쪽의 열대 및 아열대 광엽수림에서 발견되는 희귀종이다. 피그미늘보로리스는 야행성 동물의 일종이며, 과일과 곤충 그리고 작은 포유류와 파충류, 꽃. 나무 수지, 버섯, 민달팽이, 달팽이 등을 먹는다.
나무 위에서 생활하는 수상 동물로, 아열대 지방의 두꺼운 나뭇잎 사이로 조용히 움직이기 때문에, 눈에 잘 띄지 않게 나뭇가지 위를 슬금슬금 네발로 움직인다. 보통, 한 두마리의 새끼와 함께 작은 집단을 이루며 산다.
다 자라면 약 18-21 cm까지 클 수 있으며, 꼬리는 거의 없다. 몸무게는 약 450 그램 정도이다.
12~18개월마다 짝짓기를 하고, 한 두마리의 새끼를 낳으며, 임신 기간은 평균 190일이다. 태어나서 처음 며칠 동안은 새끼 로리스는 어미의 배에 꽉 매달려 생활한다. 9개월이 지나면 새끼는 젖을 떼고, 그쯤 되면 암컷들은 성적으로 성숙하게 된다. 반면에 수컷들 17개월에서 20개월이 되어야 성적으로 성숙해지게 된다.
이 로리스는 베트남 전쟁 동안, 베트남에서 산림을 대규모로 불태웠고, 개간 그리고 고엽제 살포를 통한 산림 제거 등으로 거의 사라졌다. 캄보디아 지역에서는 전통 의약품으로 사용하기 위한 대규모 사냥 때문에 이 종의 생존이 심각한 위협이 받고 있다.

## 하위 종
- 남부피그미늘보로리스 (X. pygmaeus)
- 북부피그미늘보로리스 (X. intermedius)